# A Margem
Pour plus de détails, voir Fiche technique et Distribution.
A Margem est un film dramatique et romantique brésilien en noir et blanc écrit et réalisé par Ozualdo Ribeiro Candeias et sorti en 1967.
En novembre 2015, le film est entré dans la liste établie par l'Association brésilienne des critiques de cinéma (Abraccine) des 100 meilleurs films brésiliens de tous les temps.

## Synopsis
À São Paulo, au bord du fleuve Rio Tietê, des prostituées, un proxénète, un attardé, un handicapé, des personnes en marge de la société vivent une vie ordinaire sans espoir en attendant de mourir.

## Fiche technique
- Titre original : A Margem
- Réalisation : Ozualdo Ribeiro Candeias
- Scénario : Ozualdo Ribeiro Candeias
- Photographie : Ozualdo Ribeiro Candeias, Belarmindo Manccini
- Montage : Maximo Barro, Ozualdo Ribeiro Candeias
- Musique : Luiz Chaves
- Production :
- Pays de production : Brésil
- Langue originale : portugais
- Format : noir et blanc
- Genre : drame
- Durée : 96 minutes
- Dates de sortie :
  - Brésil : 1967

## Distribution
- Mário Benvenutti :
- Valeria Vidal :
- Bentinho :
- Lucy Rangel :
- Tele Kare :
- Paulo Ramos :
- Brigitte Maier :
- Ana F. Mendonça :
- Paulo Gaeta :
- Nelson Gaspari :
- Virgilio Sampaio :
- Dantas Filho :
- Luiz Alberto :
- Luciano Pessoa :
- José Licneraki :